# Округ Честерфилд (Јужна Каролина)
Округ Честерфилд (енгл. Chesterfield County) је округ у америчкој савезној држави Јужна Каролина. По попису из 2010. године број становника је 46.734.

## Демографија
Према попису становништва из 2010. у округу је живело 46.734 становника, што је 3.966 (9,3%) становника више него 2000. године.
| Група             | 2000.          | 2010.          |
| Белци             | 27.172 (63,5%) | 28.790 (61,6%) |
| Афроамериканци    | 14.206 (33,2%) | 15.253 (32,6%) |
| Азијати           | 128 (0,3%)     | 172 (0,4%)     |
| Хиспаноамериканци | 971 (2,3%)     | 1.666 (3,6%)   |
| Укупно            | 42.768         | 46.734         |